# Georges Mollard
Georges Henri Joseph Mollard (Cannes, 25 de abril de 1902-Cannes, 2 de noviembre de 1986) fue un deportista francés que compitió en vela en la clase 8 Metre. Participó en los Juegos Olímpicos de París 1924, obteniendo una medalla de bronce en la clase 8 Metre.

## Palmarés internacional
| Juegos Olímpicos | Juegos Olímpicos | Juegos Olímpicos  | Juegos Olímpicos |
| Año              | Lugar            | Medalla           | Clase            |
| ---------------- | ---------------- | ----------------- | ---------------- |
| 1924             | París (Francia)  | Medalla de bronce | 8 Metre          |